# Adolf Kellner
Adolf Kellner (ur. 27 marca 1904 w Štramberku, zm. 31 maja 1953 w Brnie) – czeski slawista, dialektolog, bohemista i romanista.
W latach 1923–1927 studiował bohemistykę i romanistykę na Wydziale Filozoficznym Uniwersytetu Masaryka (w 1930 r. uzyskał mały doktorat – PhDr.). W latach 1927–1928 przebywał na Wydziale Filozoficznym Uniwersytetu Jagiellońskiego. Podczas swojego pobytu studyjnego nawiązał kontakt z polskim dialektologiem Kazimierzem Nitschem. Uczestniczył w założeniu brneńskiego oddziału Instytutu Języka Czeskiej Akademii Nauk. W 1952 r. został nominowany na członka korespondenta Czechosłowackiej Akademii Nauk, ale nie został mianowany z powodu śmierci.

## Wybrana twórczość
- Nářeční ukázky z liptovsko-spišského pomezí (1936)
- Nové učebnice ruštiny a polštiny a problémy jazykového vyučování (współautorstwo, 1936)
- Revise polského pravopisu (1936)
- Východolašská nářečí (1946)
- Nová učebnice polštiny (1948)
- Stav a úkoly české jazykovědy na Slezsku (1950)
- Úvod do dialektologie (1954)